# Igreja de Nossa Senhora do Carmo (Lagos)
A Igreja de Nossa Senhora do Carmo, originalmente denominada de Ermida de Nossa Senhora da Conceição e conhecida igualmente como Igreja das Freiras, é um antigo edifício religioso na cidade de Lagos, em Portugal. A igreja é de origem quinhentista, tendo sofrido várias alterações ao longo da sua história, que está muito ligada à própria evolução da cidade de Lagos. No século XVI, a igreja passou a fazer parte do Convento de Nossa Senhora do Carmo, que foi extinto no século XIX.

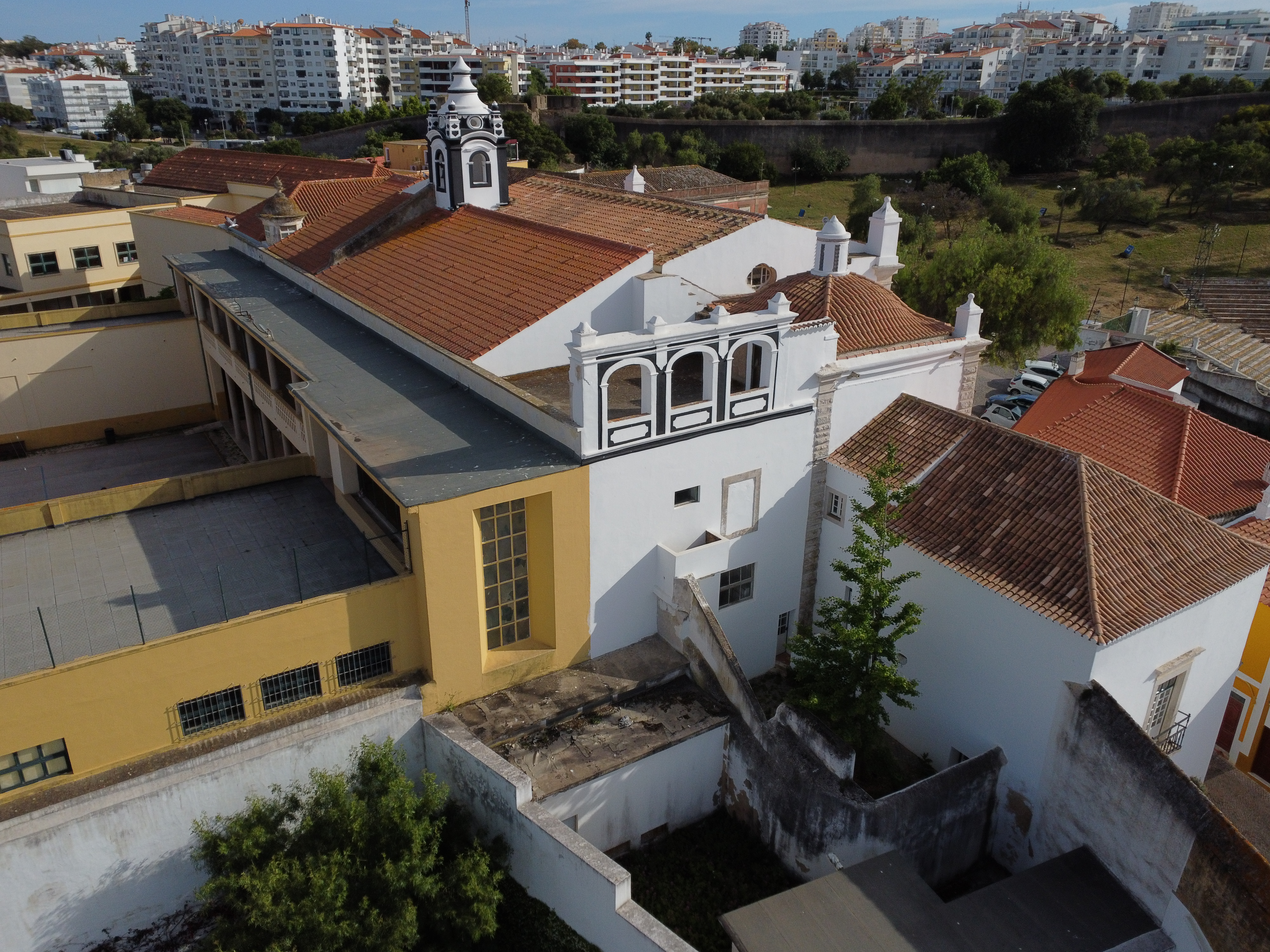
Fotografia aérea da Igreja de Nossa Senhora do Carmo.

## Descrição
A Igreja de Nossa Senhora do Carmo está situada junto ao Largo Vasco Garcia, no centro histórico de Lagos, dentro do perímetro das muralhas da cidade. Situa-se numa colina saliente, numa posição que permitia dominar um vasto panorama sobre o casario, a faixa costeira e a foz da Ribeira de Bensafrim.
O edifício é de grandes proporções, com uma só nave, e tem uma cobertura em abóbada. A capela mor é de formato rectangular, e apresenta uma cúpula com laternim e uma janela onde as freiras assistiam ao culto religioso. A sacristia, que contém vários armários, encontra-se revestida de azulejos. O altar, o púlpito e os oratórios alterais estão decorados com talha dourada. O exterior da igreja apresenta uma traça simples, sem decorações, excepto nas cantarias, o que está de acordo com as orientações arquitectónicas da Ordem das Carmelitas e de outras ordens femininas portuguesas, que pretendiam que o edifício espelhasse o arquétipo das freiras, que deviam ser austeras no exterior, representado pelo corpo, embora com uma forte riqueza espiritual no seu interior. Além da igreja em si, restam poucos vestígios do antigo convento carmelita, que desapareceu quase completamente.
O espólio encontrado no local inclui várias peças religiosas, materiais de vestuário, moedas, vestígios de faunas malacológicas, mamalógicas e ictiológicas, e vários elementos em cerâmica, dos tipos comum, vidrada, em porcelana e em faiança.

## História

### Séculos XV e XVI
O edifício original da igreja era mais antigo do que o convento em si, tendo sido construído em 1463, sendo originalmente uma ermida dedicada a Nossa Senhora da Conceição. O convento foi instalado junto à ermida em meados do século XVI, pela comunidade das Carmelitas Calçadas, que pretendia abrir um segundo convento feminino em Portugal. A cidade de Lagos foi escolhida por ser considerada, nesse período, a mais importante na região do Algarve. O convento foi construído por iniciativa do Padre Cristóvão Dias, tendo sido terminado em 1554.

### Séculos XVIII e XIX
O complexo do convento foi gravemente danificado pelo Sismo de 1755, embora a igreja em si tenha sido menos atingida.
Segundo a tradição popular, o famoso doce algarvio Dom Rodrigo terá sido criado no século XVIII pelas freiras do convento de Nossa Senhora do Carmo, em homenagem ao governador e capitão general do Algarve, D. Rodrigo de Menezes.
Em 1821, o lacobrigense Domingos de Mello escreveu um relato descrevendo a situação da cidade, denominado de Memoria sobre a decadencia, e ruina a que se acha reduzida a Cidade de Lagos, e meio de arremediar, que foi copiado pelo investigador Joaquim Negrão. Nesta obra, foi referido o estado de decadência do convento de Nossa Senhora do Carmo e a progressiva redução da sua comunidade religiosa: «Em attencçaõ a que, o Convento das Religiosas Carmelitas da Cidade de Lagos vai ficar inhabitado, porque d'essas poucas que existiaõ, humas pedem secularizaçaõ, outras pelas suas molestias desejam hir para casa de seus parentes, e mesmo porque excluidas as primeiras, apenas pódem restar duas Religiosas; estas e os rendimentos do Convento pódem ser transportados e anexos ao da mesma ordem na Cidade de Beja; e o Edificio que fica vago reverter em utilidade publica, arranjando-o pela seguinte maneira: Subdevidir o Convento em partes proporcionadas: 1. Para Hospital Regimental ou militar: 2 Para Hospital da Misericordia; e 3. Para huma Casa d'Instruçaõ e Educaçaõ publica. A Igreja das Religiosas póde ficar servindo de Misericordia, em lugar da que fica subsistindo em Freguesia. Seria occioso o tempo, que eu gastasse em descrever as vantagens que destas mudanças, resultaõ ao bem publico. Saõ taõ claras e palpavéis que todos os habitantes daquella Cidade o conhecem; podendo tudo isto effectuar-se com bem pouco dispendio pela repartiçaõ das Obras Militares.». O motivo pelo qual Domingos de Mello sugeriu a instalação do hospital em parte do antigo convento foi devido à falta de condições das duas unidades de saúde então presentes em Lagos, o hospital militar e o hospital da misericórdia.
O convento foi encerrado em 1833, devido à publicação de um decreto que extinguiu as associações religiosas com menos de doze membros.[carece de fontes?] Em meados do século XIX, o edifício foi dividido em duas partes, pertencendo uma à Câmara Municipal de Lagos e a outra a um particular.[carece de fontes?] Em 1862, foi construído o Teatro Gil Vicente em parte do antigo claustro do convento, no lado privado, enquanto que na zona municipal foi instalado um tribunal. O teatro foi fundado por uma sociedade de lacobrigenses, tendo sido construído parcialmente em cima das ruínas do convento, que tinham sido aforadas para este fim em 3 de Julho de 1862, tendo as obras começado logo no dia 16 desse mês. O seu primeiro espectáculo foi com a peça de teatro Vinte e Nove ou Honra e Glória, que foi interpretado por um grupo de amadores de Lagos. O interior do teatro era semelhante ao do Teatro Ginásio, em Lisboa, estando organizado numa plateia, duas filas de camarotes, varandas, cadeiras e geral, com uma lotação de 600 lugares. Tinha um palco espaçoso, e um salão onde os espectadores passavam os intervalos. Nos seus primeiros anos foi considerado como um bom teatro de província. O edifício também ficou conhecido pelos seus vários bailes de Carnaval. O teatro funcionou até 1866. Posteriormente, a autarquia ficou na posse de todo o antigo complexo do convento, que passou a ser ocupado pela Escola Técnica Vitorino Damásio, tendo um dos directores sido o pintor Falcão Trigoso. Mais tarde, este estabelecimento de ensino foi transformado numa Escola Industrial.

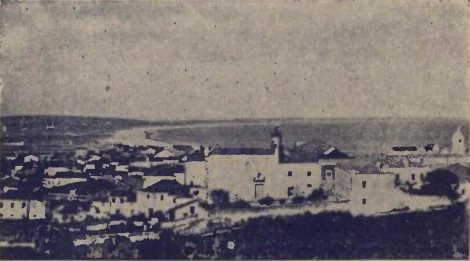
Fotografia da cidade de Lagos, com a Igreja de Nossa Senhora do Carmo no centro. Esta imagem foi publicada na revista Costa de Oiro, em 1936.

### Século XX
Num artigo publicado no jornal Terra Algarvia de 9 de Fevereiro de 1930, relatou-se que a Câmara Municipal de Lagos tinha planeado a aquisição do antigo convento, no sentido de o converter numa escola, uma vez que aquele recinto reunia todas as condições necessárias para um estabelecimento de ensino, incluindo os seus fáceis acessos, e a possibilidade de instalar salas de aulas amplas e bem arejadas. Além disso, também iria permitir a expansão da escola industrial, que então era composto apenas por uma sala de carpintaria e outras destinadas ao desenho e lavoures femininos, passando à categoria de escola comercial e industrial. Em terceiro lugar, a autarquia possuía uma faixa de terreno ao longo da Rua dos Combatentes da Grande Guerra, que correspondia aos limites da cerca do antigo convento, e que poderia ser aproveitada como uma entrada ajardinada e um espaço de recreio para a escola. Esta entrada, em conjunto com a antiga fachada e claustro, depois de reparados, daria um ar monumental à escola. Porém, previa-se que estas intervenções ficariam muito dispendiosas devido ao avançado estado de abandono do convento, dificuldade que também foi enfrentada durante a instalação da escola industrial. Desta forma, a cidade passaria a contar com dois estabelecimentos escolares em condições, sendo o ensino primário prestado na Escola do Conde de Ferreira, enquanto que os cursos mais avançados seriam prestados na escola industrial.
Entre 1931 e 1944, funcionou numa dependência da igreja o Patronato de Nossa Senhora do Carmo, instituição de solidariedade social que apoiava jovens desfavorecidas. Fundado por Lucinda Anino dos Santos e Cesaltina Roque, o Patronato era apoiado pela Juventude Católica Feminina e pelo Bispo do Algarve. Entre 1952 e 1953, parte das antigas instalações do convento foram ocupadas pela Escola Gil Eanes.
No âmbito do Decreto-Lei n.º 37028, de 25 de Agosto de 1948, que introduziu várias medidas para a reorganização e desenvolvimento do ensino técnico nacional, foi prevista a realização de obras de ampliação na Escola Industrial e Comercial de Lagos. Assim, deveriam ser construídas oficinas de serralharia e electricidade, e expandidos os corpos de aulas e as salas de educação física, em terrenos doados pela autarquia. Porém, os trabalhos só se iniciaram em Janeiro de 1955, e incluíram a demolição das casas que se encontravam nos antigos terrenos municipais.
Em 1970, o escultor João Cutileiro instalou-se na cidade de Lagos, tendo montado o seu atelier no antigo convento de Nossa Senhora do Carmo. Foi provavelmente neste local que trabalhou numa das suas obras mais conhecidas, uma estátua ao rei D. Sebastião, que foi inaugurada em 1973 na Praça Gil Eanes, no centro da cidade.

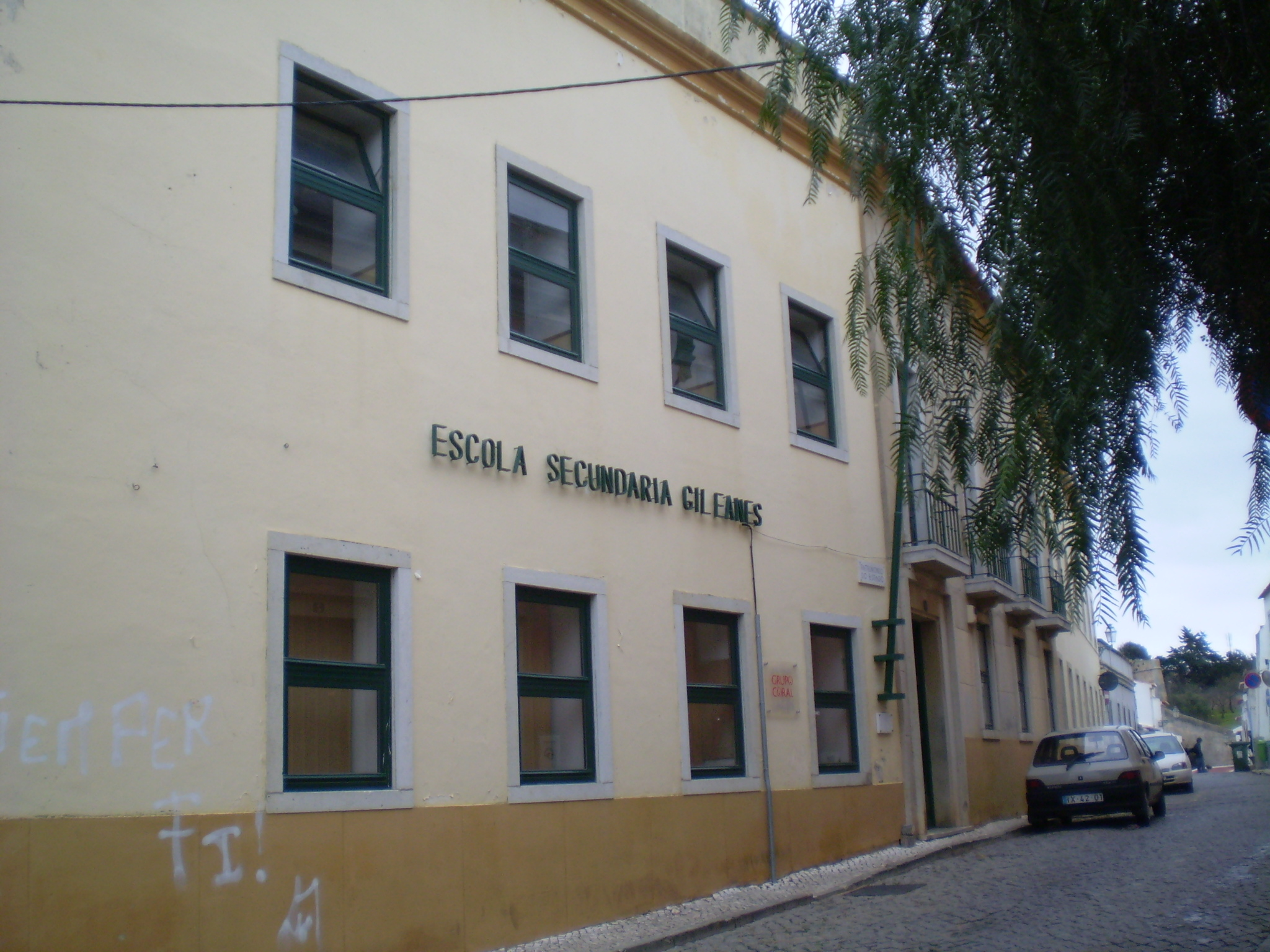
Antigas instalações da antiga Escola Secundária Gil Eanes, que sucedeu à escola industrial.

### Século XXI
O processo para o restauro da igreja iniciou-se em 2003, com a elaboração de um plano por parte do Gabinete do Centro Histórico da Câmara Municipal de Lagos. Primeiro foi feito um estudo sobre as condições estruturais do edifício, e depois elaborado um plano de restauro baseado nos resultados do estudo. Em 2004, foi assinado um protocolo entre a Fábrica da Igreja de Santa Maria, organização à qual a igreja pertence, e a Câmara Municipal de Lagos, para a cedência do edifício à autarquia durante vinte e cinco anos, no sentido de permitir a realização das obras. O financiamento foi assegurado num acordo entre o Instituto de Gestão do Património Arquitectónico e Arqueológico e a autarquia, no âmbito do Programa Operacional para a Cultura. A intervenção foi dividida em várias fases, tendo a primeira decorrido entre 2006 e 2007, no sentido de proceder à consolidação e reforço das estruturas, tendo-se igualmente feitos alguns trabalhos arqueológicos. As obras foram interrompidas entre Setembro de 2007 e Maio de 2008, período durante o qual a igreja esteve aberta ao público, tendo sido realizados alguns eventos no seu interior. Em seguida, a igreja foi novamente encerrada, para a conclusão das obras de restauro. Em 2009, a igreja foi alvo de obras de conservação, que incluíram o restauro de elementos de cantaria, dos azulejos e das peças de madeira polícroma, por parte da empresa ERA Arqueologia. Depois iniciou-se a segunda fase, que terminou em 2012, e que abrangeu o interior, de forma a permitir a sua reutilização em eventos culturais, e que incluiu a instalação de novos pavimentos, iluminação, rede eléctrica, camarins e instalações sanitárias. Também em 2012, a Câmara Municipal e a Fábrica da Igreja de Santa Maria assinaram o acordo para a cedência do imóvel à autarquia. Em 2013, a igreja passou a ser utilizada pelo Grupo Coral de Lagos, como espaço para aulas de música, ensaios e concertos.
Entretanto, em 2013 começou a ser planeada a instalação do Espaço Jovem de Lagos nas antigas dependências da Escola Gil Eanes. Em Dezembro de 2019, estava a ser preparado o plano para as obras de conservação, restauro e recuperação da decoração no interior da igreja, que também iria abranger sobre a instalação eléctrica e a estrutura do edifício. Esta intervenção deveu-se ao mau estado de conservação de várias partes do edifício, nomeadamente a decoração no interior, e a cupúla sobre o altar-mor e a torre sineira. Neste período, também estava a ser revisto o plano de 2013 para o Espaço Jovem de Lagos, que previa a realização de obras de conservação, comodidade e segurança, incluindo a instalação de um sistema contra incêndios, a substituição de algumas infraestruturas que já se encontram num estado de obsolescência, uma intervenção na envolvente exterior do edifício, e construção de estruturas de acesso para pessoas de mobilidade reduzida. Em Abril de 2020, já tinha sido assinado o contrato para as obras de instalação do Espaço de trabalho colaborativo (Cowork), numa das antigas dependências da Escola Gil Eanes, que iria melhorar as condições de funcionamento naquele espaço, e impulsionar a vertente cultural do Espaço Jovem de Lagos. Em Janeiro de 2022, a Câmara Municipal de Lagos lançou o concurso para a empreitada de Conservação, Restauro e Recuperação de Elementos Decorativos Interiores da Igreja Nossa Senhora do Carmo, que tinha como finalidade realizar obras de restauro, tanto no edifício em si como nos elementos decorativos e mobiliário, como a talha dourada, as pinturas murais, os nichos e escrivaninhas e a pia da sacristia, e instalar um sistema de iluminação baseado em sistemas LED. Foi igualmente colocado um sino na torre da igreja, elemento que foi alvo de uma intervenção de restauro. A igreja foi oficialmente reaberta em 16 de Julho de 2023, dia dos festejos litúrgicos de Nossa Senhora do Carmo, numa cerimónia que contou com a presença do Bispo do Algarve, Dom Manuel Neto Quintas, e do vice-presidente da Câmara Municipal de Lagos, Paulo Jorge Reis.

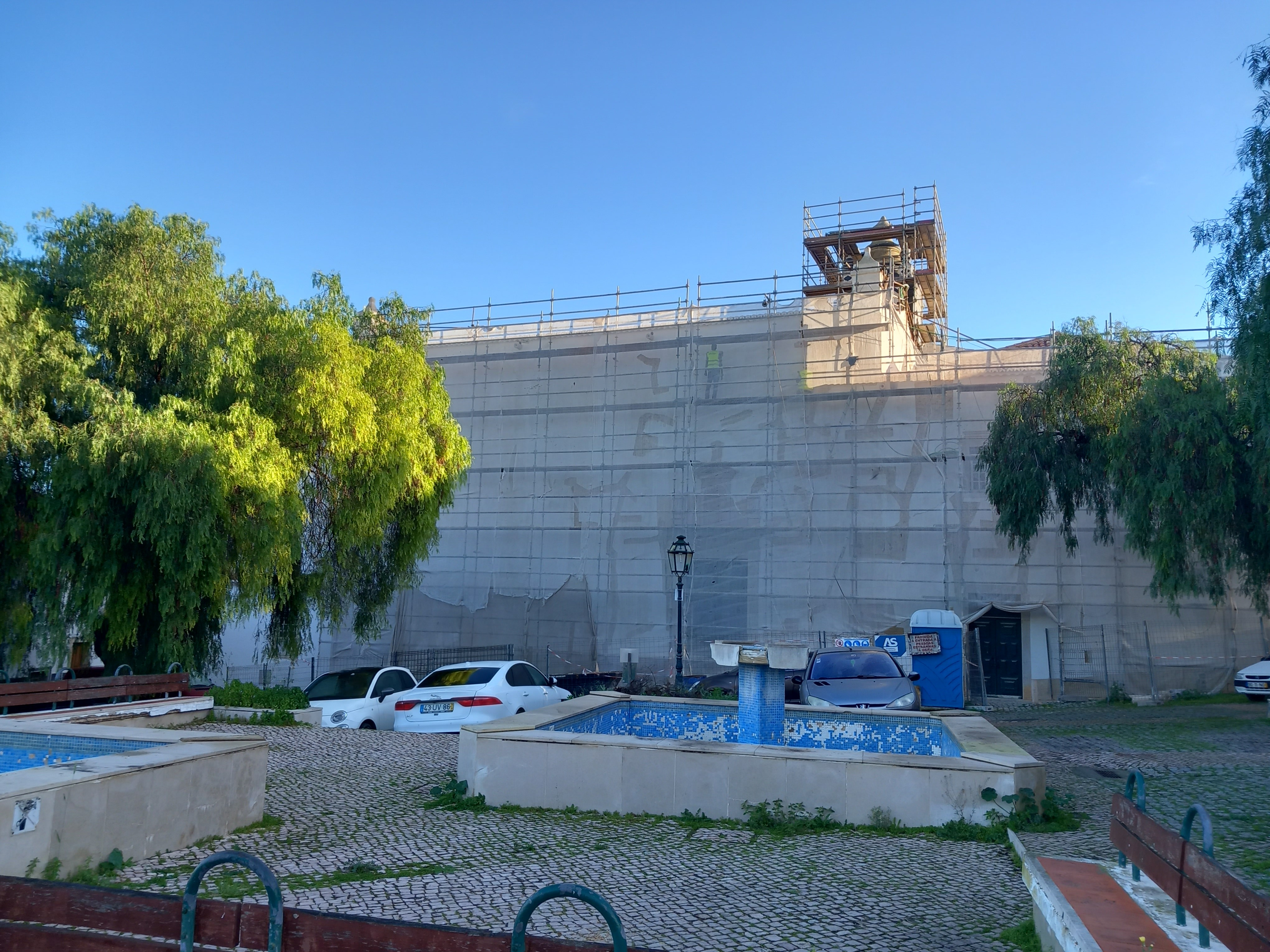
Vista dos trabalhos de restauro da igreja, em 25 de Novembro de 2022.